# Каштак (Томск)
Каштак — местность в Томске, представляющая собой одноимённый холм (традиционно именуемый горой) и прилегающую к нему территорию. Расположена большей частью в Ленинском и частично в Октябрьском районах города. С 1970-х годов — название группы жилых микрорайонов на поверхности горы. 

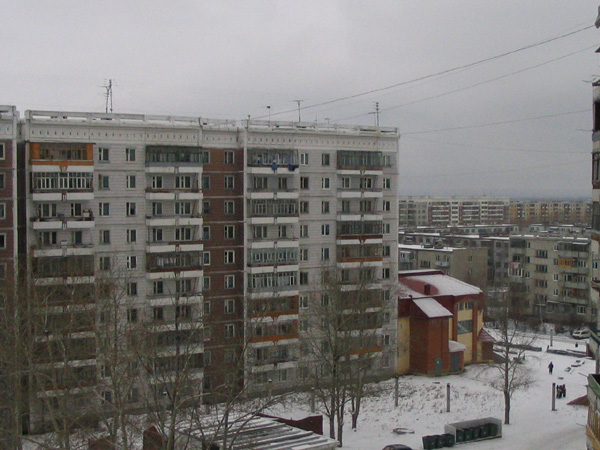
Вид на один из жилых кварталов микрорайона Каштак-II.

## География
По исторически сложившейся в Томске традиции районирования, чётких границ Каштак не имеет, поэтому топонимы, встречающиеся у западного склона горы — улицы: Большая Каштачная, бывшая Малая Каштачная (ныне часть Севастопольской улицы) и посёлок Северо-Каштачный, несмотря на «говорящие» названия, часто относят к Черемошникам, а некоторые территории частной застройки — ко Второму Томску (местности примыкающей к железнодорожной станции Томск-II).

## История

### До начала XX века
Археологические раскопки, проводимые на двух мысах Каштака в 1890 и 1924 годах, показали наличие остатков городища и поселения древних людей.
В отчётах томских воевод XVII века Каштак называется местом, где обитают «воровские телеуты», которыми неоднократно принимались попытки угона принадлежащего русским и татарам скота на свои пастбища.
В XVIII веке Каштак назывался Шведской Горой (Горкой), поскольку здесь хоронили пленных шведов (офицеров и пастора), присланных в Томск на жительство из Тобольска в 1714 году. Здесь же были погребены запорожские казаки — соратники Семёна Палия. По другим данным — «Шведская Горка» — это не вся Каштачная гора, а один из её южных отрогов, в районе Дальнеключевской улицы, значительно срытый при разработке песчаного карьера, действовавшего в этих местах до 1960-х годов.

 Высокій бугоръ за вершиной такъ называемаго Страшнаго рва, надъ Дальнимъ Ключемъ, назывался Шведской Горой. Предполагаютъ, что названіе этой горѣ было дано потому, что на вершинѣ ея стали хоронить плѣнныхъ шведовъ, сосланныхъ въ Томскъ при Петрѣ. Гору эту жители Томска больше всего знаютъ подъ именемъ Каштакъ <…>. Томскіе старожилы, а между ними и Г. Н. Потанинъ, ходившие на эту гору полюбоваться открывавшимся видомъ, помнятъ, что здѣсь ещё въ половинѣ 60-хѣ годовъ находился памятникъ въ видѣ чугунной плиты, съ отлитою надписью похороненнаго тутъ Томаса Томасовича Де-Вильнева. Фамилія эта встрѣчается въ столпушкахъ Киндермановскаго архива. И. Л. Фуксманъ говоритъ, что этотъ Томасъ Томасовичъ былъ комендантомъ Томска и умеръ, объѣвшись черемухи. 
 Я разыскалъ эту плиту. Она уложена у входной площадки въ костелъ, между каменными плитами, передъ первой ступенькой, со стороны дома для притча. Она перенесена сюда по распоряженію ксендза Громадзкаго и спасена имъ отъ уничтоженія, такъ какъ неоднократно была уносима съ единственной на Каштакѣ могилы практическими обывателями, въ качествѣ шестка для русской печи.— «Городъ Томскъ». Справочникъ, изданіе Сибирскаго Т-ва Печатнаго Дѣла в Томскѣ. Томскъ, 1912.
После похорон Т. Т. де Вильнёва в ходу появилось также название Комендантская Гора. (Уже позже, в советское время, после закрытия костёла, чугунная плита с могилы бывшего томского коменданта была помещена в запасники краеведческого музея, где она находится и по сей день.
Родники, стекающие по склонам Каштака, («каштацкие ключи») издавна использовались местным населением для питьевых нужд, но при этом ими же активно засорялись, чему в 1817 году возмущался Г. С. Батеньков, позже принимавший меры по очистке и облагораживанию томских водных источников. Однако хозяйственно-бытовые отходы жителей окрестностей были далеко не единственным источником загрязнения, значительный вклад в это вносили расположенные неподалёку предприятия (в частности, два кожевенных завода, фабрика по выделке овчины, периодически возобновлявшее свою деятельность мыловаренное производство) и общественная баня Шубина. Кроме того, один из примыкающих к горе Каштак с юго-восточной стороны оврагов, известный как Страшный (Страшной) ров, в XIX — начале XX веках был одновременно местом: городской свалки, складирования отходов жизнедеятельности и захоронения трупов животных. По дну Страшного рва протекал подпитываемый родниками водный поток (ручей или небольшая река) под названием Облепиха, имевший резкий неприятный запах. При такой антисанитарной обстановке, на Каштаке периодически возникали вспышки инфекционных заболеваний, об одной из которых сообщалось в «Известиях Томского городского общественного управления» в 1906 году.

### Массовые расстрелы
После Октябрьской революции Каштак, в частности — Страшный ров, был местом массового расстрела и захоронения жертв Гражданской войны и сталинских репрессий.
В числе других на Каштаке были расстреляны:
- Архимандрит, вместе с монахами, настоятель Богородице-Алексеевского монастыря (середина 1920-х годов)[3][4].
- Николай Клюев, русский поэт (13 октября 1937 года)[5]; по другим сведениям — 23-25 октября 1937 года[6].
- Архиепископ Иувеналий (Масловский), причисленный Русской православной церковью к лику святых (середина октября 1937 года).
- Епископ Томский Серафим (Шамшин) (17 сентября 1937 года).
- Философ Густав Густавович Шпет[1] (16 ноября 1937 года).
- Князь Александр Владимирович Голицын[7] (11 июля 1938 года).
- Князь Петр Петрович Урусов[8] (13 января 1938 года).
- Княгиня Ольга Владимировна Урусова-Голицына[9] (5 марта 1938 года)[10].

Точное число расстрелянных на Каштаке неизвестно. По некоторым данным, в 1930—1940-х годах здесь было захоронено почти 40 000 репрессированных, поступавших в томские тюрьмы со всей страны.
В 1930-х годах расстрелы производились силами сотрудников Томской тюрьмы № 3 тюремного отдела регионального Управления НКВД.
В память о погибших в феврале 2003 года на южном мысе над проспектом Мира установлен православный крест.

### Аэропорт
С 1928 года на поверхности Каштачной горы располагалась транзитная посадочная площадка для дозаправки самолётов следующих рейсами из Новосибирска, Колпашева и Кемерова, штат которой состоял из одного сотрудника.
13 августа 1944 года Томск получил статус областного центра, в связи с чем 21 октября 1944 года вышло решение Томского облисполкома № 104, которое предписывало преобразовать каштачную посадочную площадку в аэропорт, с целью обеспечения постоянного авиасообщения Томска с районами области. Официальной датой открытия аэропорта Каштак считается 9 февраля 1945 года, когда на его базе был учреждён томский авиаотряд (по другим данным — авиазвено), в ведение которого поступили все аэропорты Томской области. Первоначально местный авиапарк состоял из трёх самолётов модели По-2, топливо для которых хранилось в обычных бочках, из которых оно, при помощи металлических вёдер, заливалось в топливные баки самолётов. В 1946 году авиазвено было преобразовано в авиационное подразделение, а общее число закреплённых за аэропортом авиасудов составило двенадцать самолётов По-2.
В мае 1952 года аэропорт получил первые самолёты модели Ан-2, а в апреле следующего года — самолёты пассажирскиой модификации модели Як-12. Наряду с вышеназванными моделями, аэропорт на Каштаке в 1950-е годы принимал также самолёты Ли-2 и Ил-14. В этом же десятилетии там обзавелись техническими средствами для обслуживания, построили: аэровокзал, штаб, бензинохранилище, помещение для технических служб и гараж.
К началу 1960-х годов аэропорт Каштак значительно увеличил число перевозимых пассажиров (в 1946 году — 476 человек, в 1961 году — 91 тысяча человек) и грузооборот (в 1947 году — 44 тонны, в 1961 году — 4000 тонн).
После того, как 6 ноября 1967 года был введён в эксплуатацию новый аэропорт Богашёво, туда перебазировались все самолёты и рейсы с Каштака, а сам аэропорт вскоре официально прекратил своё существование, после чего (~1970) район начал застраиваться домами типовых серий.
После закрытия аэропорта, в бывшем здании аэровокзала (улица Карла Ильмера, дом 10/1), до середины 1980-х годов, располагалась сберкасса, затем парикмахерские и магазины. В 2009—2010 годах произведена реконструкция здания, значительно изменившая его облик, после чего там расположились ортопедическая клиника и офисы нескольких организаций.

## Современность
В результате массовой застройки, в 1970-х — 1980-х годах, на горе образовался крупный жилой массив населением свыше 50 тысяч человек, состоящий из четырёх микрорайонов — Каштак-I, -II, -III, -IV. Застройка там, в основном, многоэтажная, но встречаются островки частных домов, большинство из которых построены в более ранние годы.
В парке Победы, между домами 17 и 19а по проспекту Мира, установлена стела памяти павших в локальных вооружённых конфликтах.

## Улицы и микрорайоны
В микрорайонах Каштака расположены следующие улицы:
 Многоэтажная застройка:
- Проспект: Мира.
- Площадь: Маршала Жукова (пересечение улиц 79-й Гвардейской дивизии и Говорова).
- Улицы: Говорова, Карла Ильмера, 79-й Гвардейской дивизии, Интернационалистов, Ференца Мюнниха, Кошурникова, Смирнова.

Индивидуальная застройка:
- Улицы: Стрелочная, Барнаульская, Нарымская, Бийская, Васюганская, Каменская, Красноярская.
- Проезд: Барнаульский.

Микрорайоны поименованы словом «Каштак» с порядковым номером с первого по четвёртый, считая с юга на север. Их границами принято считать проезжие части улиц: 79-й Гвардейской дивизии (между Каштаками-I и -II); Интернационалистов (между Каштаками-II и -III); Ференца Мюнниха ( между Каштаками-III и -IV). Западной границей всех микрорайонов считается проспект Мира, а восточные границы чётко не определены.
В юго-западной части Каштака расположен посёлок, также именуемый «Каштак» (название официально закреплено решением от 28 октября 1957 года), в состав которого входят несколько улиц, переулков и тупиков, не имеющих собственных названий, застроенных индивидуальными домами с огородами, которые имеют адреса по типу: город Томск, посёлок Каштак, дом №... . Нумерация домов в данном посёлке весьма запутана.
К Каштаку примыкают и связаны с ним социальной и коммунальной инфраструктурами микрорайоны: Радужный, АРЗ; территория частной застройки и промзона, образованные Вилюйской, Витимской и прилегающими к ним улицами; посёлки: Свечной, Киргизка, Чекист, Сосновый бор, что делает Каштак не просто жилмассивом, а субрайоном.

## Происхождение названия
Относительно этимологии топонима «Каштак» существует несколько гипотез: Лингвист И. А. Воробьёва (касаемо трактовки одноимённых гидронимов Западной Сибири), со ссылкой на В. И. Даля, приводит слово «каштак» в значении: «горный ключ, шалаш, балаган в лесу, где тайком выделывают хлебное вино». Подобную же трактовку, применительно к данной местности, приводил, в своё время, и А. В. Адрианов. Однако, если считать причиной тайного «виноделия» винные откупы, введённые в Сибири в 1811 году, данная версия не выдерживает критики, поскольку Каштаком данную местность называли намного раньше, практически со времени основания Томска (1604 год). 
Томский историк-краевед В. Д. Славнин, хотя и утверждал, что «все тюрки похожим словом называют аппарат для выгонки молочной или ячменной водки», также считал версию Адрианова несостоятельной по причине того, что запрещающий алкоголь «закон пророка» «дотянулся» до окрестностей Томска лишь к XIX веку, соответственно — до этого времени производить спиртные напитки можно было абсолютно открыто. Сам Славнин предполагал, что название «Каштак» связано с практиковавшимся у сибирских татар отгонным скотоводством и использования ими, в связи с этим, Каштачной горы в качестве места зимнего кочевья и предложил следующие варианты трактовки топонима: «кышту», «кышта», «кыштак» (через тюркское «кыш» — зима) — зимние угодья для выпаса лошадей, или же (через тюркское «каш» — кочевать): «каштык», «каштак» — место перекочёвки (ср. кишлак — «зимнее пастбище»).
Тюрколог З. С. Камалетдинова соотносит название данной части Томска со словом «кашта» — местность на бровке, рубеже, а её коллега А.-Б. Ибрагимов — с «каста» в значении «вражья гора», якобы, так эуштинцы могли называть возвышенность которой владели враждебные им «киргизцы».

## Общественный транспорт
Маршрутные такси и автобусы: № 4, 11, 13, 14, 16/131, 19, 22 (временно не ходит),  38, 101, 112Б, 112Д, 112С, 308, 313, 401.
Троллейбусы: № 4, 8 (не ходят); № 5, 6

## Избирательные округа
Для проведения выборов в Госдуму Российской федерации Каштак относится к Томскому одномандатному округу № 181. На выборах в Законодательную думу Томской области, бо’льшая часть Каштака образует Каштачный одномандатный избирательный округ № 6, а на выборах в Думу города Томска она поделена на три Каштачных одномандатных округа (№ 16, 17, 18).

## Религия
Церковь Иисуса Христа Святых последних дней:
- Дом собраний (проспект Мира, 10а)[1].

Русская православная церковь:
- Часовня во имя великомученика Георгия Победоносца (улица 79-й Гвардейской дивизии, 31 строение 1).
- Вопрос строительства на Каштаке православного храма является дискуссионным.[26][27]. 17 декабря 2017 года состоялось освящение временного деревянного храма, вместимостью до ста человек, который предполагается разобрать в случае постройки постоянного каменного здания[13][28].

## В культуре

### Авторская поэзия
Советский поэт Илья Авраменко посвятил своё стихотворение «Каштак» томским коммунистам-подпольщикам — жертвам Гражданской войны:

По тропе

Оврагом каменистым

К роднику, что в сумраке звенел,

Выводили томских коммунистов

Колчаковцы ночью на расстрел<…>.

### Фольклор
Во времена массовых расстрелов власти порой нанимали местных жителей для рытья могил, тогда родилась частушка:

Эх, пойду я на Каштак —

На высоку горку —

Заработаю пятак

Себе на махорку.